# Helanthium tenellum
Helanthium tenellum és una espècie de planta de la família de les alismatàcies. És nativa del sud dels Estats Units, del sud de Mèxic, de les Índies Occidentals, de l'Amèrica Central i de l'Amèrica del Sud.